# Episodi di Weeds (seconda stagione)
La seconda stagione della serie televisiva Weeds è stata trasmessa in prima visione negli Stati Uniti dal 14 agosto al 30 ottobre 2006 sul canale Showtime.
In Italia la stagione è stata trasmessa dal 14 gennaio al 25 marzo 2009 su Rai 2.
| nº | Titolo originale           | Titolo italiano               | Prima TV USA      | Prima TV Italia  |
| -- | -------------------------- | ----------------------------- | ----------------- | ---------------- |
| 1  | Corn Snake                 | È ora di cambiare             | 14 agosto 2006    | 14 gennaio 2009  |
| 2  | Cooking with Jesus         | Il paradiso dell'erba         | 21 agosto 2006    | 14 gennaio 2009  |
| 3  | Last Tango in Agrestic     | Compiti a casa                | 28 agosto 2006    | 21 gennaio 2009  |
| 4  | A.K.A The Plant            | L'installazione               | 4 settembre 2006  | 28 gennaio 2009  |
| 5  | Mrs. Botwin's Neighborhood | I vicini della signora Botwin | 11 settembre 2006 | 4 febbraio 2009  |
| 6  | Crush Girl Love Panic      | Operazione "Giusta causa"     | 18 settembre 2006 | 11 febbraio 2009 |
| 7  | Must Find Toes             | Trovate le dita del piede     | 25 settembre 2006 | 18 febbraio 2009 |
| 8  | MILF Money                 | Drug free zone                | 2 ottobre 2006    | 25 febbraio 2009 |
| 9  | Bash                       | Festa di compleanno           | 9 ottobre 2006    | 4 marzo 2009     |
| 10 | Mile Deep and a Foot Wide  | Una cenetta in famiglia       | 16 ottobre 2006   | 11 marzo 2009    |
| 11 | Yeah, Just Like Tomatoes   | Come i pomodori!              | 23 ottobre 2006   | 18 marzo 2009    |
| 12 | Pittsburgh                 | Destinazione Pittsburgh       | 30 ottobre 2006   | 25 marzo 2009    |

## È ora di cambiare
- Titolo originale: Corn Snake
- Diretto da: Craig Zisk
- Scritto da: Jenji Kohan

### Trama
Dopo aver scoperto che Peter è un agente della narcotici, Nancy non si ferma a fare colazione, ma si riveste e se ne va, interrompendo bruscamente i rapporti con lui.
Nancy rivela a Conrad di essere andata a letto con Peter e che ha scoperto che in realtà lui è un agente della narcotici. Spaventato dalla situazione, Conrad interrompe i rapporti lavorativi con Nancy.
Ad Andy viene assegnato un saggio come prova di ingresso per la scuola di rabbini.
Silas e Megan hanno fatto sesso a casa Botwin e sono stati scoperti da Shane, entrato improvvisamente nella stanza del fratello. Ciò inasprisce ulteriormente il rapporto tra Nancy e il suo figlio maggiore.
Celia viene tamponata ad un incrocio, senza semaforo, e chiede che ne venga messo uno al consiglio comunale, ma Doug (che è uno dei responsabili del consiglio) le respinge la richiesta. Celia decide che cambierà le cose e che si candiderà per la carica di Doug.
Nel frattempo Sanjay, innamorato di Nancy, dà fuoco alla pasticceria per permettere a Nancy di ottenere i soldi dell'assicurazione. Soldi che le permetteranno di dare avvio al suo progetto.

## Il paradiso dell'erba
- Titolo originale: Cooking with Jesus
- Diretto da: Craig Zisk
- Scritto da: Jenji Kohan

### Trama
Nancy telefona a Peter per dirgli che ha intenzione di interrompere la loro relazione.
Celia vuole iniziare la sua campagna elettorale, facendo scattare ad un fotografo professionista una foto della sua famiglia, ma suo marito e sua figlia non vogliono partecipare alla sua iniziativa. Celia si trova a dover scattare la foto da sola con il cagnolino dei vicini e, visto che nessuno della sua famiglia la supporta, chiede insistentemente a Nancy di aiutarla.
Nancy, però, rifiuta perché lei, Andy e Doug devono andare ad una convention sulla marijuana, a cercare una nuova pianta da coltivare al posto della varietà creata da Conrad, che ha ormai abbandonato il gruppo.
Qui riescono a trovare una pianta alternativa a quella di Conrad e Andy, sotto effetto di marijuana, riesce finalmente a trovare spunto per scrivere il suo saggio. Nel frattempo Conrad va a chiedere un prestito a diversi suoi amici per cercare di avviare da solo una sua attività, legata sempre alla coltivazione della sua nuova pianta.
La pianta di Nancy muore per mancanza di cure adeguate e Conrad non riesce a trovare i soldi per la sua attività. A questo punto si riconciliano perché si rendono conto di aver la necessità di collaborare insieme per raggiungere il loro scopo.
Megan è stata ammessa a Princeton, ma Silas è scontento perché si rende conto che presto si dovranno separare, visto che Princeton è lontana. Durante la discussione dice a Megan che lui non potrà mai accedere alla prestigiosa università perché lui non è sordo come lei! Megan se ne va arrabbiata, perché Silas non capisce che è riuscita ad entrare per il suo costante impegno nello studio. Andy suggerisce a Silas di seguire Megan a Princeton, ma quando lui glielo propone lei rifiuta.
Peter rivela a Nancy che lui sa che è una spacciatrice.
- Guest star: Mark Christopher Lawrence (Mike)

## Compiti a casa
- Titolo originale: Last Tango in Agrestic
- Diretto da: Bryan Gordon
- Scritto da: Roberto Benabib

### Trama
Nancy è sconvolta per aver scoperto che Peter sa che è una spacciatrice. Peter, tuttavia, dice di poter convivere con questa sua scelta di vita nonostante lui sia un agente della narcotici. Ha ideato un piano per evitare di trovarsi nella situazione di dover testimoniare contro di lei: la vuole sposare a Las vegas.
Celia iscrive Isabelle ad un corso di ginnastica e si trova anche lei a frequentarlo e nel frattempo ha convinto Nancy ad aiutarla nella sua campagna elettorale.
Silas e Megan fanno pace e decidono di trascorrere insieme il tempo che gli rimane fino alla partenza per Princeton, ma durante una maratona di sesso Silas decide di bucare un preservativo con un ago, all'insaputa di Megan.
Andy, ormai ammesso alla scuola di rabbini, invita ad uscire la responsabile della scuola Yael Hoffman.
Shane inizia a scoprire il suo corpo e Nancy chiede ad Andy di spiegargli che cos'è la masturbazione.
Nancy e la sua squadra hanno affittato una casa per poter coltivare la loro marijuana senza dare troppo nell'occhio. Durante una riunione Dean, il marito di Celia, scopre che Conrad è andato a letto con sua moglie.
Nancy e Peter si sposano a Las Vegas senza dire niente a nessuno.

## L'installazione
- Titolo originale: A.K.A The plant
- Diretto da: Lev L. Spiro
- Scritto da: Matthew Salsberg

### Trama
Durante la campagna elettorale, Celia e Nancy scoprono che molti dei cittadini di Agrestic supportano Doug. Isabelle, mentre distribuisce i volantini con sua madre, viene notata da una talent scout che le propone di fare la modella per la sua agenzia di moda per ragazze in carne.
Dean perde il suo lavoro e colpisce finalmente Conrad.
Andy porta con sé Shane in un bordello. Dopo Andy esce con Yael che, però, dice di non provare attrazione fisica per lui.
Joseph chiama Heylia per un appuntamento.
Nancy e Peter escono insieme e vanno a sparare al poligono di tiro. Nancy e la sua squadra hanno pulito la casa e stanno finendo di installare le ultime cose, quando vengono minacciati da Aram Kashishian, che coltiva nella stessa zona. Tuttavia Nancy decide di andare avanti con il suo lavoro.
Silas e Megan dicono a Nancy che Megan è incinta e che vogliono tenere il bambino.

## I vicini della signora Botwin
- Titolo originale: Mrs. Botwin's Neighborhood
- Diretto da: Craig Zisk
- Scritto da: Rolin Jones

### Trama
Nancy fa rifare il test di gravidanza a Megan e risulta nuovamente positivo. Ora la ragazza deve parlare ai suoi genitori della gravidanza, ma vuole farlo da sola.
Shane si vanta con i compagni della sua prima esperienza nel bordello al quale l'ha portato suo zio, ma il preside sente la conversazione e chiama Andy per ulteriori chiarimenti. Durante il colloquio Andy spiega al preside che la faccenda è stata completamente inventata da Shane per attirare l'attenzione dei compagni.
Nancy continua a perseverare nel suo lavoro nonostante le minacce di Kashishian e decide di parlare con Peter di questa situazione.
Nancy e Celia litigano furiosamente a causa della campagna elettorale. Isabelle va a fare il provino per diventare una modella di taglie comode.
Heylia si prepara per il suo appuntamento con Joseph e mentre Nancy è a casa sua per ritirare la sua merce viene chiamata da Silas che è sconvolto. Il ragazzo è andato a casa di Megan per parlarle, perché ha scoperto che ha abortito senza dirgli nulla, ma sfondata una finestra e si scontra con il padre di Megan che lo colpisce.
Durante la notte Sanjay e Andy sono alla casa/serra, quando sentono le sirene della polizia: una retata. A quel punto decidono di far sparire le piante come possono.
La mattina seguente Peter la chiama per dirle di accendere la tv: Nancy viene a scoprire che la sera prima c'è stata una retata, ma le uniche case nelle quali hanno fatto irruzione sono quelle nelle quali coltivava Kashishian.

## Operazione "giusta causa"
- Titolo originale: Crush Girl Love Panic
- Diretto da: Tucker Gates
- Scritto da: Devon K. Shepard

### Trama
Dopo la retata Conrad e Nancy scoprono che Andy e Sanjay si sono nascosti nella casa cercando di sbarazzarsi della marijuana. Conrad inizialmente non riesce a capire il motivo per il quale la loro casa è stata l'unica a non essere stata controllata dalla polizia, poi si rende conto che l'unica ragione può essere che Nancy ha ancora una relazione con Peter. Dopo essersi confrontato con lei scopre che in effetti le cose stanno come temeva: Nancy e Peter non solo stanno ancora insieme, ma si sono sposati per ottenere il “privilegio” di non poter testimoniare l'uno contro l'altra.
Conrad, però, è furioso perché si rende conto che questo accordo può salvare Nancy da eventuali accuse, ma non lui! Nancy organizza un incontro fra Conrad e Peter, a loro insaputa, perché si parlino e discutano della situazione.
Dopo l'aborto di Megan, Silas trascorre tutto il suo tempo in camera, isolato dalla propria famiglia, uscirà dalla stanza solo quando Nancy gli comprerà un'auto.
Nancy accetta e quando vanno al negozio di auto Silas le dice che lui accetta il fatto che sia una spacciatrice.
Joseph va a casa di Heylia per cena ma ha una discussione accesa con Vaneeta per quanto riguarda le sue scelte religiose. Shane decide di frequentare i dibattiti come attività facoltativa nel doposcuola perché gli piace Gretchen, una sua compagna di classe. Ma quando prova ad approcciarsi a lei teme i giudizi dei compagni che lo stanno guardando e le tira un calcio per poi scappare di corsa. Nel frattempo Isabelle diventa una modella di Huskaroos e decide di aprire un conto, aiutata da Doug, al quale può accedere solo suo padre e non sua madre.

## Trovate le dita del piede
- Titolo originale: Must Find Toes
- Diretto da: Chris Long
- Scritto da: Michael Platt e Barry Safchik

### Trama
Un cane aggredisce Andy e gli divora due dita del piede. Questo incidente gli fornisce una valida giustificazione per non arruolarsi. Durante la convalescenza Yael va a fare visita ad Andy e copula con lui, ma non appena lui le dice che non è più obbligato a frequentare la scuola per rabbini lei si infuria e chiude la loro relazione.
È il giorno delle elezioni e quando Doug si reca a votare non trova il suo nome tra i candidati, perché Dean ha dimenticato di spedire i fogli della sua candidatura. Doug si infuria con Dean e la loro amicizia si incrina. Celia riesce quindi a vincere le elezioni nonostante il numero esiguo di voti e dice al marito che dovrà smetterla di fumare marijuana, perché il suo scopo è quello di rendere Agrestic una drug free zone.
Shane riesce a vincere un dibattito proprio contro Gretchen, la ragazza che gli piace, usando una sola parola, lei se ne va infuriata urlandogli contro.
Silas chiede a sua madre di poter lavorare con lei, ma lei glielo proibisce.
Conrad è ancora dubbioso ma alla fine decide di non abbandonare Nancy.

## Drug free zone
- Titolo originale: MILF Money
- Diretto da: Craig Zisk
- Scritto da: Shawn Schepps

### Trama
Nancy e Conrad iniziano a vendere l'erba che hanno coltivato, fino ad arrivare a farla provare a Snoop Dogg che la chiama MILF, facendo riferimento a Nancy. Da quel momento quella qualità di erba prende il nome di MILF.
Gli affari iniziano ad andare bene e arriva la prima busta paga per ogni membro della squadra, ma non per Andy, che secondo Nancy è sempre in giro a perder tempo.
Nancy si dedica ad una giornata di shopping sfrenato con i suoi nuovi guadagni.
Celia è determinata a rendere Agrestic una drug free zone e vuole sensibilizzare i bambini delle scuole elementari su questo tema. Ma durante il suo discorso Shane l'accusa di essere un'ipocrita perché in passato si è ubriacata a casa sua, a quel punto tutti i bambini iniziano a urlarle contro che è un'ubriacona. Shane fa finalmente colpo su Gretchen.
'Heylia si reca da U-turn per cercare di capire meglio la situazione della MILF weed', la nuova erba che tutti stanno consumando e scopre che la coltivano Nancy e Conrad.
Heylia va da Conrad e gli dice che lui e Nancy non sono più i benvenuti in casa sua, nonostante Conrad cerchi di spiegarle che lui aveva proposto prima di tutti a lei di entrare in affari.
Peter, parlando con Nancy, le rivela che Heylia è un suo obiettivo perché lei la condurrà da U-turn.
- Guest star: Snoop Dogg (sé stesso)

## Festa di compleanno
- Titolo originale: Bash
- Diretto da: Christopher Misiano
- Scritto da: Rinne Groff

### Trama
Peter è a capo di una retata a casa di Heylia, ma quando la narcotici fa irruzione nella casa trova un gruppo di preghiera islamica guidato da Joseph, perché Nancy li ha avvisati. Heylia e Joseph interrompono la loro relazione.
Peter si reca a casa di Nancy per confrontarsi con lei sull'accaduto e cerca di convincerla a trovarsi un altro lavoro. Conrad e Nancy installano una cassaforte, nella quale nascondere la marijuana che producono, di cui solo loro conoscono la combinazione. Celia e Doug si ubriacano e finiscono a letto insieme.
Shane inizia ad uscire con Gretchen e viene eletto portavoce della propria classe. Shane vede che Peter indossa una giacca con la scritta DEA (la sua giacca da lavoro) e rivela ad Andy e Silas che lavoro fa e che Nancy sta uscendo con lui, tutto ciò durante una festa di compleanno in onore di Judah (loro padre).
Silas si arrabbia perché sostiene che sua madre abbia già superato la morte di suo padre e poi manifesta le sue preoccupazioni per il tipo di lavoro che fa, a quel punto Nancy gli confida che lei e Peter si sono sposati perché non potesse testimoniare contro di lei.

## Una cenetta in famiglia
- Titolo originale: Mile Deep and a Foot Wide
- Diretto da: Craig Zisk
- Scritto da: Rolin Jones

### Trama
Heylia, Vaneeta e Nancy si incontrano in incognito in un parco, Heylia non ha preso bene il fatto che Nancy abbia cercato di aiutarla, avvisandola della retata. Heylia cerca di persuadere Nancy ad essere accomodante nei confronti di Peter, per fare in modo che si calmino le acque e che torni tutto come prima.
Peter viene deriso dai colleghi per la sua ultima operazione e il suo superiore gli ha detto di interrompere le indagini.
Conrad cerca di convincere Nancy ad uscire dal giro della droga, le consiglia di dire a Peter che lo ama, che smetterà con il prossimo carico e che poi cercherà un altro lavoro; lui, nel frattempo, se ne andrà e sposterà l'attività da un'altra parte. Nancy è d'accordo con quello che dice Conrad e parla a Peter delle sue intenzioni.
Nancy propone a Peter di andare a cena a casa sua quella sera per conoscere meglio la sua famiglia.
Kat, una ex ragazza di Andy, arriva dall'Alaska ad Agrestic e conosce la famiglia Botwin. La ragazza, un po' fuori di testa, ha scritto un libro nel quale viene menzionato pure Andy e vuole fargli firmare una dichiarazione per poterlo pubblicare.
Doug e Celia continuano la loro relazione e guardano i video delle telecamere che Celia ha fatto installare in città e che recentemente sono state rubate.
Durante la cena con Peter, Silas lo punzecchia e si comporta da maleducato, fino a che Peter lo colpisce per non aver tolto i gomiti dal tavolo, come gli aveva ordinato di fare Nancy più di una volta.
Poco dopo, Nancy prova ad andare a letto con Peter nella sua stessa camera da letto, ma non ci riesce e lo manda via. Subito dopo chiama Conrad e gli dice che il suo piano non ha funzionato, che lei non ama Peter e non lo amerà mai perché è ancora innamorata di suo marito, Judah. Tuttavia, Peter ascolta tutta la conversazione da fuori casa, in auto, perché sta intercettando la loro telefonata.

## Come i pomodori!
- Titolo originale: Yeah, Just Like Tomatoes
- Diretto da: Craig Zisk
- Scritto da: Roberto Benabib e Matthew Salsberg

### Trama
Arrabbiato per il tradimento di Nancy, Peter affronta armato Conrad e Nancy ordinando loro di dargli tutti i soldi. Dopo di che, Nancy si trasferirà lontano in modo che Peter non la vedrà mai più. Conrad fa un accordo per vendere a U-Turn, ma U-Turn progetta invece di rubare il loro raccolto. Quando Nancy chiede a Conrad di lasciare la città, lui rifiuta e poi bacia Nancy. Heylia fa visita a Kashishian e gli fa un'offerta. Shane ha preso una cotta per Kat che palesa di fronte a Gretchen, facendola diventare gelosa. Kat avvisa Andy che Abumchuck, un cacciatore di taglie che mira ad arrestarla, è arrivato. Dopo aver fatto un patto con Doug per porre fine ai rispettivi matrimoni, Celia informa Dean della sua relazione con Doug, e Dean la butta fuori chiedendo il divorzio. Doug, tuttavia, non dà la notizia a Dana. Nancy racconta alla famiglia del suo piano di trasferirsi; Shane deduce che Nancy è una spacciatrice. Quando Silas si precipita fuori, Nancy entra nella sua stanza e scopre le telecamere e i cartelli rubati.

## Destinazione Pittsburgh
- Titolo originale: Pittsburgh
- Diretto da: Craig Zisk
- Scritto da: Jenji Kohan

### Trama
Celia scopre la prova video che Silas ha rubato le videocamere. Ancora arrabbiato con sua madre, Shane rimprovera i genitori di Agrestic per aver deluso i loro figli durante il suo valedictorian. Alla festa di laurea, Shane e Gretchen si lasciano, Doug e Dean litigano, e Andy dà a Kat le chiavi del suo furgone, e Kat parte con Shane. Quando Andy viene a sapere del rapimento, lui e Abumchuck si lanciano all'inseguimento. Alla grow house, Sanjay si presenta inaspettatamente e Nancy lo nasconde nell'armadio. Mentre Peter aspetta fuori casa, gli uomini di Kashishian si intrufolano nella sua auto e lo uccidono su ordine di Heylia. Al suo arrivo, U-Turn e Marvin puntano le pistole contro Conrad e Nancy e annunciano che stanno per rubare la loro erba MILF. Pochi secondi dopo, gli uomini di Kashishian arrivano chiedendo i loro soldi per uccidere Peter. Quando Nancy apre la cassaforte, scopre che il malloppo è scomparso, e chiama Silas. Pochi secondi dopo, Celia e un agente di polizia si avvicinano a Silas e alla sua auto in cui è nascosta l'erba. La stagione si conclude con cinque pistole puntate contro Nancy.